# La Rivière-Drugeon
La Rivière-Drugeon är en kommun i departementet Doubs i regionen Bourgogne-Franche-Comté i östra Frankrike. Kommunen ligger i kantonen Pontarlier som tillhör arrondissementet Pontarlier. År 2022 hade La Rivière-Drugeon 927 invånare.

## Befolkningsutveckling
Antalet invånare i kommunen La Rivière-Drugeon
Referens:INSEE